# 三輪白坂横穴墓群
三輪白坂横穴墓群（みわ しらさかよこあなぼぐん）は、東京都町田市三輪町に所在する古墳時代終末期（飛鳥時代）の横穴墓群。町田市指定史跡に指定されている。

## 概要
神奈川県川崎市麻生区麻生（上麻生・下麻生）地域から東京都町田市三輪町・能ヶ谷地域を含む一帯は、多摩丘陵を鶴見川上流域の小支谷が枝状に開析することで複雑な谷戸地形を形成しており、これらの丘陵から谷戸にくだる岩盤の斜面に、数多くの横穴墓群が造営された地域として知られる。三輪白坂横穴墓群の周辺には、西谷戸横穴墓群や下三輪玉田谷戸横穴墓群が所在し、さらに丘陵を隔てて東に隣接する神奈川県横浜市青葉区寺家町には寺家古墳群に付属する横穴墓が存在する。
三輪白坂横穴墓群は、1959年（昭和34年）に発掘調査され、13基の横穴墓が確認されている。これらは7世紀代に造営されたと推定され、刀子や須恵器などが出土した。1975年（昭和50年）10月27日に町田市指定史跡に指定され、現在はフェンスに囲まれた範囲に2基を見学することができる。